# Idealism german

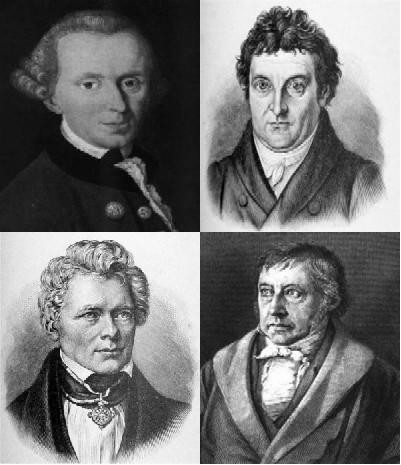
Principalii patru idealiști germani, în sens orar de la Immanuel Kant din stânga sus: J.G. Fichte, G.W.F. Hegel, F.W.J. Schelling

Idealismul german a fost o epocă a filosofiei germane cuprinsă între Immanuel Kant și scrierile târzii ale lui Hegel și Schelling. Publicarea cărții Critica rațiunii pure (1781) și moartea lui Hegel (1831) sunt considerate limitele temporale ale perioadei. Idealismul german a fost perioada de glorie a filosofiei germane și este comparat cu filosofia greacă clasică în raport cu importanța sa în istoria filosofiei. Astfel mai este uneori numită filosofie clasică germană. Perioada de după Kant, în idealismul german, este cunoscută și ca idealism post-Kantian, sau post-Kantianism.
La trecerea dintre secolele 18 și 19, în Germania, idealismul german a fost curentul filozofic predominant și a încercat să creeze un sistem filosofic care să cuprindă multiplele ramuri ale filosofiei (epistemologie, logică, filosofie naturală, etică, teorie politică, metafizică) pentru a cunoaște și reprezenta lumea într-un mod mai „științific”.
Ca răspuns la problemele formulate de Kant în Critica rațiunii pure, o mulțime de sisteme alternative au apărut, cu lucrările lui Johann Gottlieb Fichte, Hegel și Friedrich Wilhelm Schelling ocupând un loc central. Cei patru reprezentanți pot fi împărțiți în idealiști transcendentali, anume Kant și Fichte, și idealiști absoluți, Schelling și Hegel. Idealismul german a fost strâns legat de literatura romantismului și a clasicismului de la Weimar.

## Sensul idealismului
Sensul filosofic al idealismului este că acele proprietăți pe care le descoprim în obiecte depind the the modul în care acele obiecte ni se arată. Acele proprietăți aparțin aparenței obiectelor, și nu sunt în mod necesar ceva ce posedă în sinea lor.

## Istorie
Lucrările lui Immanuel Kant încearcă să lege cele două școli filosofice dominante în secolul al 18-lea, anume raționalismul, care susține că înțelepciunea (adevărul) poate fi obținut doar prin raționament a priori (înaintea experienței), și empirism, care susține ca adevărul poate fi găsit doar prin simțuri a posteriori, precum formulat de filosoful David Hume, al cărui scepticism Kant a încercat să-l rebuteze.
Soluția lui Kant a fost să propună că, deși depindem de obiectele experienței pentru a cunoaște ceva despre lume, putem investiga a priori forma pe care gândurile noastre o pot lua, determinând astfel limitele posibilei experiențe. Kant numește această abordare „filosofie critică”. Ea este mai puțin interesată de stabilirea unei doctrine pozitive decăt de criticarea limitelor teoriilor pe care le putem expune.
Există totuși o doctrină pozitivă, numită „idealism transcendental”, care este distinctă de idealismul clasic și de idealismul subiectiv. În această viziune, lumea aparențelor este „empiric reală și transcendent ideală”. Astfel, mintea joacă un rol central în modelarea experienței noastre cu lumea: noi percepem fenomenele în timp și spațiu în acord cu categoriile kantiene.

## Teoreticieni
Cei mai cunoscuți teoreticieni ai idealismului german, după Kant, sunt J. G. Fichte, F. W. J. Schelling, și G. W. F. Hegel. Critici ai proiectului lui Kant, precum F. H. Jacobi, Gottlob Ernst Schulze, și Salomon Maimon au influențat direcția pe care mișcarea o va lua în filsofiile viitorilor săi succesori.

### Kant
Conform lui Immanuel Kant, mintea omului nu este capabilă să experimenteze direct lumea exterioară așa cum este ea. În schimb, experiența noastră cu lumea este mediată de categorii a priori și concepte inerente minții omului. Aceste categorii și concepte, pe care Kant le numește „transcendente” deoarece sunt necesare pentru orice experiență, structurează și organizează experimentarea noastră asupra lumii, dar nu ne conferă acces direct la obiectul în sine, care constituie realitatea supremă.
Idealismul transcendental al lui Kant are două componente principale. Prima o reprezintă ideea ca mintea umană nu este un receptor pasiv al informațiilor senzoriale, ci este implicată activ în modelarea experienței cu lumea. A doua este ideea că natura realității nu poate fi cunoscută de noi, deoarece experiența noastră cu lumea este mediată de structurile din interiorul propriilor minți.
Kant a restrâns domeniul cunoașterii la obiectele experienței posibile. Cu toate astea, cei mai notabili succesori ai săi vor reacționa împotriva unor limite atat de stricte.

### Jacobi
În 1787, Friedrich Heinrich Jacobi a abordat, în lucrarea Despre credință, sau idealism și realism, conceptul lui Kant despre „obiectul în sine”. Jacobi a fost de acord că obiectivul obiect în sine nu poate fi cunoscut direct. Dar a susținut că acesta trebuie luat în baza credinței. Un subiect trebuie să creadă că există un obiect real în lumea exterioară care este legat de reprezentarea lui subiectivă. Această credință este rezultatul unui adevăr revelat sau cunoscut imediat, dar nedovedit logic. Existența reală a obiectului în sine este revelată sau dezvaluită subiectului observator. Astfel, subiectul știe direct idealul, reprezentările subiective care apar în minte, și crede cu tărie în real, obiectivul lucru-în-sine care există înafara minții. Prin prezentarea lumii externe ca un obiect al crezului, Jacobi a țintit sa legitimizeze crezul, sau credința, în general.

### Reinhold
Karl Leonhard Reinhold a publicat doua volume de Scrisori cu privire la filosofia kantiana, în 1790 și 1792. El a încercat să demonstreze afirmația lui Kant despre cum oamenii și alte animale pot cunoaște doar fenomene, niciodata lucruri-în-sine. Pentru a-și stabili demonstrația, Reinhold a stabilit o axiomă care nu putea fi pusă la îndoială. Din această axiomă, toată cunoașterea despre conștiiță putea fi dedusă. Axioma lui a fost: „Reprezentarea este distinsă în conștiință de subiect, de subiect și obiect, și se referă la ambii”.
El astfel a început, nu de la definiții, ci de la un principiu care s-a referit la reprezentări într-o minte conștientă. În acest mod a analizat cunoașterea în (1) subiectul cunoscător, sau obervator, (2) obiectul cunoscut, și (3) imaginea sau reprezentarea în mintea subiectului.

### Schulze
Gottlob Ernst Schulze a obiectat filosofia critică a lui Kant ca fiind auto-contradictorie. Conform însuși lui Kant, legea cauzei și efectului se aplică doar la fenomen, nu între fenomen si lucrul-în-sine. Totuși, Kant susține că lucrul-în-sine este cauza fenomenului.

### Fichte
După ce Schulze a criticat serios noțiunea de lucru-în-sine, Johann Gottlieb Fichte a produs o filosofie similară cu a lui Kant, dar fără un obiect-în-sine. Fichte a afirmat că reprezentările noastre sunt produsurile „egoului transcendental”, adică subiectul cunoscător. Pentru el nu există un obiect-în-sine extern. Dimpotrivă, subiectul este sursa externului lucru, obiect, sau non-ego.
Fichte a susținut că acest adevăr era aparent prin mijloacele intuiției intelectuale. Adică adevărul poate fi văzut imediat prin folosirea rațiunii.

### Schelling
Friedrich Wilhelm Joseph Schelling (1775–1854) a susținut ca „eul” lui Fichte are nevoie de ne-eul, deoarece nu există un subiect fără obiect, și vice versa. Așadar reprezentările subiective sunt identice cu obiectele extinse care sunt externe minții. Conform „identității absolute” sau „indiferentismului” lui Schelling, nu există nici o diferență între cele subiectiv și obiectiv, sau altfel spus, între ideal și real.

### Schleiermacher
Friedrich Schleiermacher a fost un teolog care a afirmat ca idealul și realul sunt unite în Dumnezeu. El a înțeles idealul ca activitățile mentale subiective ale găndului, intelectului, și rațiunii. Realul a fost, pentru el, zona obiectivă a naturii și existenței fizice. Schleiermacher a declarat că unitatea idealului și realului este manifestată în Dumnezeu. Cele două diviziuni nu au un efect productiv sau cauzal unul asupra celuilalt. Mai degrabă sunt ambele egal existente în absoluta entitate transcendentală care este Dumnezeu.

### Maimon
Salomon Maimon a influențat idealismul german criticând dicotomiile lui Kant, susținând că acesta nu a explicat cum opusuri precum sensibilitatea si înțelegerea puteau fi legate între ele. În viziunea lui, aceasta a prezentat o obiecție sceptică serioasă față de proiectul kantian:
Prin evidențierea acestor dualisme problematice, Maimon și criticii neo-Humenieni au deschis calea scepticismului în cadrul propriei filozofii a lui Kant. De acum întrebarea s-a ridicat despre cum două tărâmuri atât de eterogene precum intelectualul și sensibilul pot fi cunoscute să corespundă între ele. Problema nu mai era despre cum știm că reprezentările noastre corespund cu lucruri în sine ci cum de știm că concepte a priori se aplică asupra intuițiilor a posteriori.
Maimon a încercat să rezolve această problemă introducând conceptul de „minte infinită”. Din acest motiv, despre Maimon poate fi spus ca s-a reîntors la speculația transcedentă pre-kantiană. În cuvinele lui Frederick C. Beiser, „prin reînvierea ideilor metafizice din interiorul problematicului filosofiei critice, el le-a dat o nouă legitimitate și a deschis posibilitatea pentru o resurecție critică a metafizicii”.

### Hegel
Georg Wilhelm Friedrich Hegel a răspuns filosofiei lui Kant sugerănd că acele contradicții de nerezolvat date de Kant în Antinomiile Rațiunii Pure se aplică mai larg realității ca atare. Dat fiind că gândul abstract este deci limitat, el a luat în considerare cum formațiunile istorice dau naștere diferitelor filosofii și modalități de gândire. În Fenomenologia spiritului, el a continuat să traseze formațiuni de auto-conștiință de-a lungul istoriei și importanța altor persoane în trezirea auto-conștiinței. Astfel Hegel a introdus două idei importante in metafizică și filosofie: importanța integrală a istoriei și intersubiectivitatea.
Hegel susține și să nege conceptul traditițional al Dumnezeului cu propriul concept de spirit absolut. Spinoza, care a schimbat conceptul antropomorf al Dumnezeului în cel al unei substanțe subiacente, a fost lăudat de Hegel al cărui concept de cunoaștere absolută a îndeplinit o funcție similară. Hegel a afirmat că „Ești ori un Spinozist ori nu esti filosof deloc”.

## Răspunsuri

### Neo-Kantianism
Neo-kantianismul subliniază dimensiunea critică a filosofiei lui Kant ca împotrivita perceputelor excese ale idealismului german. Aceasta a fost filosofia dominantă în Germania, spre sfârșitul secolului 19 și începutul secolului 20. Deși a existat un dezacord considerabil printre neo-kantieni, aceștia au împărtășit un angajament față de o anumită versiune a „metodei transcendente”.

### Idealismul britanic
În Anglia secolului nouăsprezece, filosoful Thomas Hill Green a îmbrățișat idealismul german pentru a susține monoteismul creștin ca baza moralității. Filosofia lui a încercat să ia în considerare o conștiință eternă, sau minte, similară cu conceptul lui Berkeley de Dumnezeu. John Rodman, în introducerea cărții sale despre teoria politică a lui Thomas Hill Green, a scris „Green este cel mai bine văzut ca un exponent al idealismului german ca răspuns la dilema produsă de discreditarea creștinismului...”.

### Statele Unite
„Idealismul german a fost introdus inițial comunității largi de americani literați printr-un intelectual din Vermont, James Marsh. Studiind teologia împreună cu Moses Stuart la seminarul din Andover la începutul anilor 1820, Marsh a căutat o teologie creștină care să „țină vie inima în cap”. ” Unii teologi și clerici americani au găsit valoare în conceptul teologic de ideal absolut infinit, sau Geist (spirit), al idealismului german. Acesta a furnizat o alternativă religioasă la conceptul creștin tradițional de deitate. Weltgeist-ul („spiritul lumii”) ideal absolut a fost invocat de miniștrii americani pe măsură ce „s-au întors către idealismul german cu speranța de a găsi confort în fața pozitivizmului și empirismului englezesc”. Idealismul german a fost un substitut pentru religie dupa Războiul Civil, când „americanii au fost atrași către idealismul german din pricina unei „pierderi a încrederii în explicațiile cosmice tradiționale”.” „Încă la începutul anilor 1870, infiltrarea idealismului german era atât de pronunțată încât Walt Whitman a declarat în scrierile lui personale ca „Doar Hegel este potrivit pentru America — e larg destul și liber destul.” ”